# Circonscription de Yabelo
La circonscription de Yabelo est une des 177 circonscriptions législatives de l'État fédéré Oromia, elle se situe dans la Zone Borena. Son représentant actuel est Elema Qanpe Dedo. 